# Atletismo nos Jogos Pan-Americanos de 1955 - Salto com vara masculino
A prova do salto com vara masculino nos Jogos Pan-Americanos de 1955 foi realizada na Cidade do México, México.

## Medalhistas
| Ouro                               | Prata                           | Bronze                        |
| Robert Richards USA Estados Unidos | Robert Smith USA Estados Unidos | Donald Laz USA Estados Unidos |

## Resultados
| Posição           | Nome            | Nacionalidade      | Marca | Notas |
| ----------------- | --------------- | ------------------ | ----- | ----- |
| Medalha de ouro   | Robert Richards | USA Estados Unidos | 4.50  |       |
| Medalha de prata  | Robert Smith    | USA Estados Unidos | 4.30  |       |
| Medalha de bronze | Donald Laz      | USA Estados Unidos | 4.30  |       |
| 4                 | Fausto de Souza | BRA Brasil         | 4.00  |       |
| 5                 | Jorge Aguilera  | MEX México         | 3.90  |       |
| 6                 | Brígido Iriarte | VEN Venezuela      | 3.60  |       |